# InteRed
InteRed es una organización no gubernamental para el desarrollo creada en 1992 y promovida por la Institución Teresiana para luchar desde la sociedad civil contra la pobreza, las desigualdades y la exclusión.
Calificada por la Agencia Española de Cooperación Internacional para el Desarrollo (AECID) desde 2007, InteRed trabaja por una educación inclusiva, o educación basada en la valoración de la diversidad como elemento enriquecedor, y opera en 13 países de África, Asia, América Latina y Europa .

## Presencia en coordinadoras y plataformas
Tiene presencia, a través de delegaciones y comités, en 9 comunidades autónomas y 23 ciudades españolas. También cuenta con tres delegaciones en el extranjero: Bolivia, Guatemala y República Dominicana.
Trabaja con más de 40 organizaciones locales de los países del Sur y pertenece a 4 coordinadoras estatales de ONGD’s (España, Bolivia, Guatemala y República Dominicana) y 9 coordinadoras autonómicas (Andalucía, Aragón, Cantabria, Castilla y León, Cataluña, Comunidad de Madrid, Comunidad Valenciana, País Vasco y Galicia).

### A nivel internacional
- Coordinadora de ONGDs españolas en Bolivia (COEB)
- Foro de ONGDs españolas de Perú.
- Coordinadora de ONGDs españolas en República Dominicana (COOERD)
- Red Internacional de Educación para la ciudadanía y la transformación social.

### A nivel nacional
- Coordinadora de ONG para el Desarrollo de España

### A nivel autonómico
- Coordinadora Andaluza de ONG para el Desarrollo (CAONGD)
- Federación Aragonesa de Solidaridad (FAS)
- Coordinadora Castellano-Leonesa de ONG para el Desarrollo
- Federació Catalana de ONGDs (FCONGD)
- Coordinadora Valenciana de ONGDs
- Coordinadora Galega de ONG para o Desenvolvemento
- Federación de ONG de Desarrollo de la Comunidad de Madrid (FONGDCAM)
- Coordinadora de ONGD de Euskadi
- Coordinadora de ONGDs de Cantabria

## Proyectos en los que trabaja InteRed
República Democrática del Congo: reinserción de niños de la calle; acceso a la educación y mejora de la calidad educativa en escuelas de primaria y secundaria de barrios urbano-marginales; animación a la lectura a niños y jóvenes en barrios marginales de Kinshasa.
Guinea Ecuatorial: Apoyo al sistema público de educación mediante la formación de personal educativo y docente; fortalecimiento de los derechos de la mujer.
Bolivia: Educación en democracia y equidad de género en las escuelas públicas; formación y desarrollo integral de niños y adolescentes trabajadores y/o en riesgo socioeconómico educativo y familiar; mejora del nivel educativo de mujeres indígenas en la provincia de Muñecas; mejora del nivel educativo de la población guaraní, especialmente mujeres y niñas, de tres municipios del departamento de Chuquisaca; fortalecimiento del  proceso  de erradicación del  analfabetismo y promoción  del acceso de los indígenas guaraníes a la educación en el municipio de Huacaya; espacio radiofónico alternativo para impulsar procesos de transformación social y educativa.
Perú: Mejora de la formación del profesorado; educando contra la discriminación y por la equidad de género en escuelas públicas; fortalecimiento de las capacidades de gestión de comunidades educativas; aplicación y exigibilidad de Derechos de los Pueblos Indígenas del Perú. 

Actualmente desarrolla la campaña Toca Igualdad una propuesta de prevención de las violencias machistas a través de la coeducación. 